# 일반점
대수기하학과 일반위상수학에서 일반점(一般點, 영어: generic point)은 공간 전체에 대하여 조밀한 점이다. 대수기하학에서, 어떤 대수다양체의 "거의 모든 점들"을 나타낼 때 쓰인다.

## 정의
위상 공간 {\displaystyle X}의 점 {\displaystyle x\in X}에 대하여 다음 두 조건이 서로 동치이며, 이를 만족시키는 점을 {\displaystyle X}의 일반점이라고 한다.
- 점의 폐포가 공간 전체이다. 즉, {\displaystyle \operatorname {cl} \{x\}=X}이다.
- {\displaystyle \{x\}}는 {\displaystyle X}의 조밀 집합이다.

{\displaystyle X}의 닫힌집합 {\displaystyle C\subset X}의 일반점은 (부분공간 위상을 가한) {\displaystyle C}의 일반점이다.

## 성질
콜모고로프 공간의 경우, 일반점은 (만약 존재한다면) 유일하다.
두 개 이상의 점을 갖는 하우스도르프 공간은 일반점을 가질 수 없다.
하나 이상의 일반점을 갖는 공간은 항상 기약 공간이다. 그러나 그 역은 성립하지 않는다.
모든 정역 스킴(영어: integral scheme)은 유일한 일반점을 갖는다. 정역의 스펙트럼의 경우, 이 일반점은 영 아이디얼에 대응한다.

## 참고 문헌
- Hartshorne, Robin (1977). 《Algebraic geometry》. Graduate Texts in Mathematics (영어) 52. Springer. doi:10.1007/978-1-4757-3849-0. ISBN 978-0-387-90244-9. ISSN 0072-5285. MR 0463157. Zbl 0367.14001.